# Merodontina thaiensis
Merodontina thaiensis är en tvåvingeart som beskrevs av Scarbrough och Hill 2000. Merodontina thaiensis ingår i släktet Merodontina och familjen rovflugor. Inga underarter finns listade i Catalogue of Life.